# Karl Gustaf Grahn
Karl Gustaf Grahn (né le 9 février 1868 – mort le 28 août 1907) est un architecte finlandais.

## Biographie
Il a cofondé le cabinet Grahn, Hedman & Wasastjerna.